# Le Vice-Consul
 (septembre 2024).
Si vous disposez d'ouvrages ou d'articles de référence ou si vous connaissez des sites web de qualité traitant du thème abordé ici, merci de compléter l'article en donnant les références utiles à sa vérifiabilité et en les liant à la section « Notes et références ».
 (septembre 2024).
- Si vous ne connaissez pas le sujet, laissez ce bandeau (vous pouvez alors contacter les auteurs).
- Si vous supprimez le contenu mis en cause (vous pouvez préalablement contacter les auteurs),

argumentez précisément cette suppression dans la page de discussion
(un manque de référence n'est pas un argument ; une recherche réelle de référence doit avoir été effectuée, être formellement documentée).
Le Vice-Consul est un roman de Marguerite Duras, publié en 1966 aux éditions Gallimard.
En 1972, Marguerite Duras reprendra le thème et les personnages du roman pour écrire la pièce de théâtre India Song. Il fait partie du "cycle indien" de l'auteur.

## Histoire
Si le Vice-Consul recèle une histoire, c'est celle de la mendiante de Calcutta racontée par le narrateur anonyme et par le personnage d'écrivain Peter Morgan. 
Le personnage de la mendiante revêt une importance particulière puisqu'il est directement issu d'un souvenir réel de l'auteur. Alors qu'elle est encore petite, Marguerite Duras assiste à la vente de son enfant par une mère mendiante. Ce souvenir obsédant constitue « le centre et le cœur » du Vice-consul. Réutilisé dans différentes œuvres, il fonctionne à la manière d'une « cellule génératrice » propice au déclenchement créatif. L'écriture tente ainsi « d'épuiser un inépuisable référent ». 
Rien d’autre, dans ce texte, ne tient de l’histoire ou du récit. Il s'agit plutôt d'un assemblage de personnages et de situations avec une unité de lieu (Calcutta) et de temps (le début de la  mousson) très relative.

## L'espace romanesque
Ce roman opère un retour vers des espaces liés à l'enfance de l'auteur : l'espace indochinois et l'espace indien. 
L'espace indochinois est ponctué de noms propres. Il est identifié de façon relativement précise bien qu'il ne comporte pas vraiment de points de repère. 
L'espace indien, lui, est beaucoup plus abstrait, réduit aux deux pôles de Calcutta et Lahore, qui se  confondent parfois. Une facture picturale, composée de notations sur les lignes et les couleurs, caractérise sa représentation. L'Inde artificielle empreinte d'exotisme alterne avec une Inde plus authentique imprégnée de misère et de souffrances. 
L'espace indochinois est illimité tandis que l'espace indien est clos, fermé sur lui-même. Le premier est géographiquement plus vraisemblable que le deuxième mais dans les deux cas la géographie reste très imaginaire. Il s'agit d'un espace reconstruit et mythifié, étroitement lié aux expériences affectives personnelles de l'auteur. 

## Personnages et trajectoires
(par ordre d’apparition)
- La mendiante (Elle) : née au Cambodge dans la région du Tonlé Sap, elle a été chassée de chez elle jeune fille, enceinte d’un premier enfant « sans père ». Après des années de pérégrinations affamées, elle a fini par arriver à pied à Calcutta, en Inde, où elle dort parmi les lépreux au bord du Gange. Folle, elle ne conserve de son passé qu’une chanson et un mot : Battambang. En dehors de la mendicité, elle vit aussi des poissons qu’elle pêche à la nage dans le fleuve ou dans la mer.
- Peter Morgan : écrivain, c'est lui qui imagine et raconte l’histoire de la mendiante ; il est également membre de la suite qui entoure Anne-Marie Stretter, l’autre femme du roman.
- Jean-Marc de H. : ex-vice-consul de France à Lahore, il a été rappelé à Calcutta pour avoir tiré avec une arme à feu sur des lépreux dans les jardins de Shalimar, afin d’y attendre une nouvelle affectation.
- Anne-Marie Stretter : femme de l’ambassadeur, elle cristallise autour d’elle tous les désirs masculins. Elle a une réputation de femme volage, nourrie par la cour d’admirateurs qui se presse autour d’elle, mais aussi des enfants (des filles). Elle joue très bien du piano.
- Charles Rossett : jeune fonctionnaire des Affaires étrangères, il vient d’arriver à Calcutta où il est attaché à l’Ambassade de France ; à ce titre, il côtoie l’ambassadeur, sa femme et le vice-consul.
- M. Stretter : ambassadeur de France à Calcutta et mari d’Anne-Marie Stretter, qui l’a accompagné sur plusieurs postes en Asie ; diplomate de carrière et mari complaisant, il hésite à statuer sur le sort du vice-consul.
- Le directeur du Cercle : homme complaisant qui sert de confident au vice-consul tout en buvant ou en dormant.
- George Crawn et Michael Richard : membres de la suite empressée d’Anne-Marie Stretter et au statut incertain : amis ? amants ? ex-l’un ou l’autre ?

## Une stratégie trompeuse
Le titre crée une attente concernant le personnage du vice-consul. Or, celui-ci apparaît relativement tard dans le roman. Il y a donc un fort décalage entre ce que promet le titre et ce que réalise le contenu du texte. 
De la même façon, Marguerite Duras esquisse des intrigues qu'elle ne résout pas. Alors qu'on pourrait s'attendre à une histoire d'amour entre Anne-Marie Stretter et le vice-consul, il ne se produit rien d'autre entre eux qu'une conversation évasive. Pareillement, le roman semble s'engager dans la voie de l'intrigue policière lorsqu'il évoque les mystérieux crimes du vice-consul, mais il ne s'agit encore que d'une ébauche sans véritable dénouement. 
Tout cela participe d'une stratégie trompeuse visant à perturber les attentes du lecteur.

## Une esthétique de l'opacité
Par ses descriptions lacunaires, ses péripéties incertaines toujours évoquées de manière allusive, et ses multiples voix difficilement identifiables, la narration apparaît de façon extrêmement brouillée. 
Le narrateur opère également un brouillage entre le fantasme et la réalité en s'introduisant dans l'imaginaire et les rêves des personnages. 
Les dialogues participent de cette opacité. Ainsi, les paroles du vice-consul se mêlent indistinctement aux souvenirs de l'interlocuteur qui reçoit sa confidence. Des conversations anonymes rajoutent à la confusion. 
L'esthétique de l'opacité est servie par la syntaxe elle-même. Des répétitions abondantes, des tournures orales, des juxtapositions de mots sans connecteurs logiques, ainsi que l'utilisation fréquente des deux points renforcent l'effet chaotique du texte. 
À l'image du personnage de la mendiante, le lecteur est contraint à une errance dont il ne sait où elle va le conduire. Il doit accepter de se perdre dans le texte. Cette esthétique opaque est en rupture avec l'esthétique romanesque traditionnelle. 